# Le Puy (Doubs)
Le Puy is een gemeente in het Franse departement Doubs (regio Bourgogne-Franche-Comté) en telt 85 inwoners (2009). De plaats maakt deel uit van het arrondissement Besançon.

## Geografie
De oppervlakte van Le Puy bedraagt 3,4 km², de bevolkingsdichtheid is dus 25 inwoners per km².
De onderstaande kaart toont de ligging van Le Puy (Doubs) met de belangrijkste infrastructuur en aangrenzende gemeenten.

## Demografie
Onderstaande figuur toont het verloop van het inwonertal (bron: INSEE-tellingen).